# Statuenmenhir von Caramat

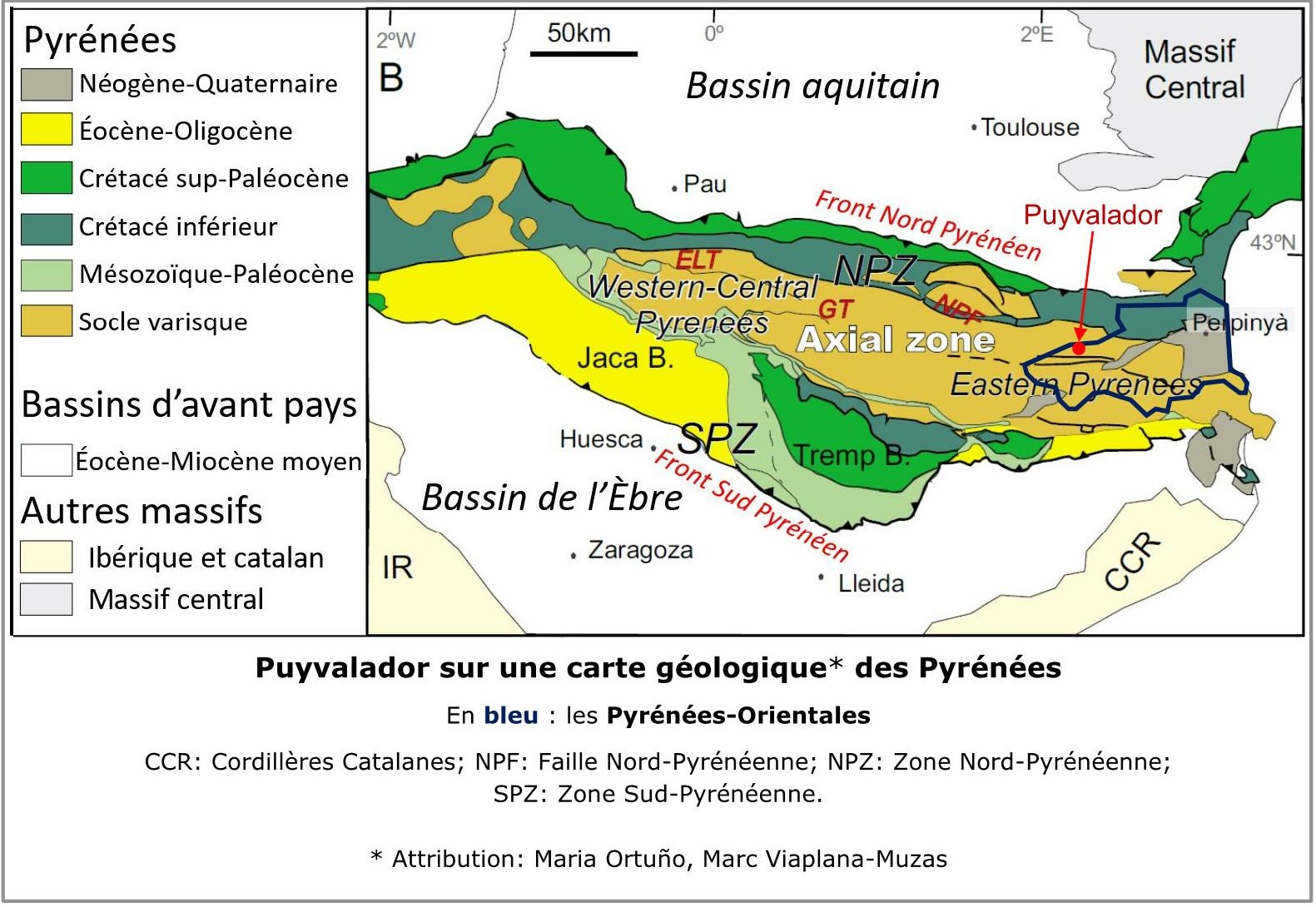
Lage von Puyvalador

Der Statuenmenhir von Caramat ist ein gravierter Felsen, der als Statuenmenhir identifiziert wurde und an einem Ort namens Caramat in Puyvalador im Département Pyrénées-Orientales in Frankreich in den östlichen Pyrenäen steht.
Er wurde 1992 von einem Landwirt beim Tiefpflügen entdeckt und in der Nähe des Fundortes aufgestellt. Er ist 3,5 m hoch und 20 cm dick und hat Eintiefungen, die Augen darstellen.